# Benavides (León)
Pour les articles homonymes, voir Benavides.
Benavides est une commune d'Espagne dans la province de León, communauté autonome de Castille-et-León. Elle s'étend sur 74,07 km2 et comptait environ 2 808 habitants en 2011.